# Saint-Mard (Charente-Maritime)
Pour les articles homonymes, voir Saint-Mard.
Saint-Mard est une commune du sud-ouest de la France, située dans le département de la Charente-Maritime (région Nouvelle-Aquitaine).
Ses habitants sont appelés les Saint-Mardois et les Saint-Mardoises.

## Géographie
Saint-Mard est une commune rurale de 21,21 km2 située au nord de la Charente-Maritime, en périphérie de Surgères. Intégrée aujourd'hui à l'Aunis en tant que membre de la Communauté de communes Aunis Sud, elle est historiquement saintongeaise.
Autour du centre bourg gravitent huit hameaux ayant tous une identité propre : Boisseuil, La Jarriette, Puybardon, L’Abbaye, La Laigne, Maizeron et enfin Boutrit (L’ancien nom était «Cheboutry»). Dispersés dans la campagne, la commune compte également quelques écarts comme Grasseau, Le Petit Sergent, le Moulin de Boisseuil et le Moulin de St-Mard qui rappelle la présence de moulins à vent. Selon le cadastre de 1825, on notait six moulins à vent.

### Localisation et accès
Cette commune rurale est située à six kilomètres à l'est de Surgères et traversée par la route départementale RD939, ancienne route nationale 139 reliant La Rochelle à Périgueux par Angoulême, via Surgères et Saint-Jean-d'Angély.

### Communes limitrophes
|                             | Saint-Saturnin-du-Bois |                     |
| Surgères                    | Saint-Mard             | Marsais             |
| Vandré (par un quadripoint) | Breuil-la-Réorte       | Bernay-Saint-Martin |

### Hydrographie
Commune agricole partageant ses terroirs agricoles au contact de l'Aunis à l'ouest et de la Saintonge à l'est, Saint-Mard est le lieu de source de la Gères, petite rivière qui arrose Surgères plus à l'ouest et qui a donné son nom à cette ville.

### Végétation
La commune présente un terroir de plaine céréalière doucement vallonnée et de terres vouées aux fourrages artificiels pour l'élevage bovin.

## Urbanisme

### Typologie
Au 1er janvier 2024, Saint-Mard est catégorisée commune rurale à habitat dispersé, selon la nouvelle grille communale de densité à 7 niveaux définie par l'Insee en 2022.
Elle est située hors unité urbaine. Par ailleurs la commune fait partie de l'aire d'attraction de Surgères, dont elle est une commune de la couronne,. Cette aire, qui regroupe 9 communes, est catégorisée dans les aires de moins de 50 000 habitants,.

### Occupation des sols
L'occupation des sols de la commune, telle qu'elle ressort de la base de données européenne d’occupation biophysique des sols Corine Land Cover (CLC), est marquée par l'importance des territoires agricoles (95 % en 2018), en diminution par rapport à 1990 (99,9 %). La répartition détaillée en 2018 est la suivante : 
terres arables (87,6 %), zones agricoles hétérogènes (6,2 %), zones urbanisées (4,9 %), prairies (1,2 %), forêts (0,1 %). L'évolution de l’occupation des sols de la commune et de ses infrastructures peut être observée sur les différentes représentations cartographiques du territoire : la carte de Cassini (XVIIIe siècle), la carte d'état-major (1820-1866) et les cartes ou photos aériennes de l'IGN pour la période actuelle (1950 à aujourd'hui).

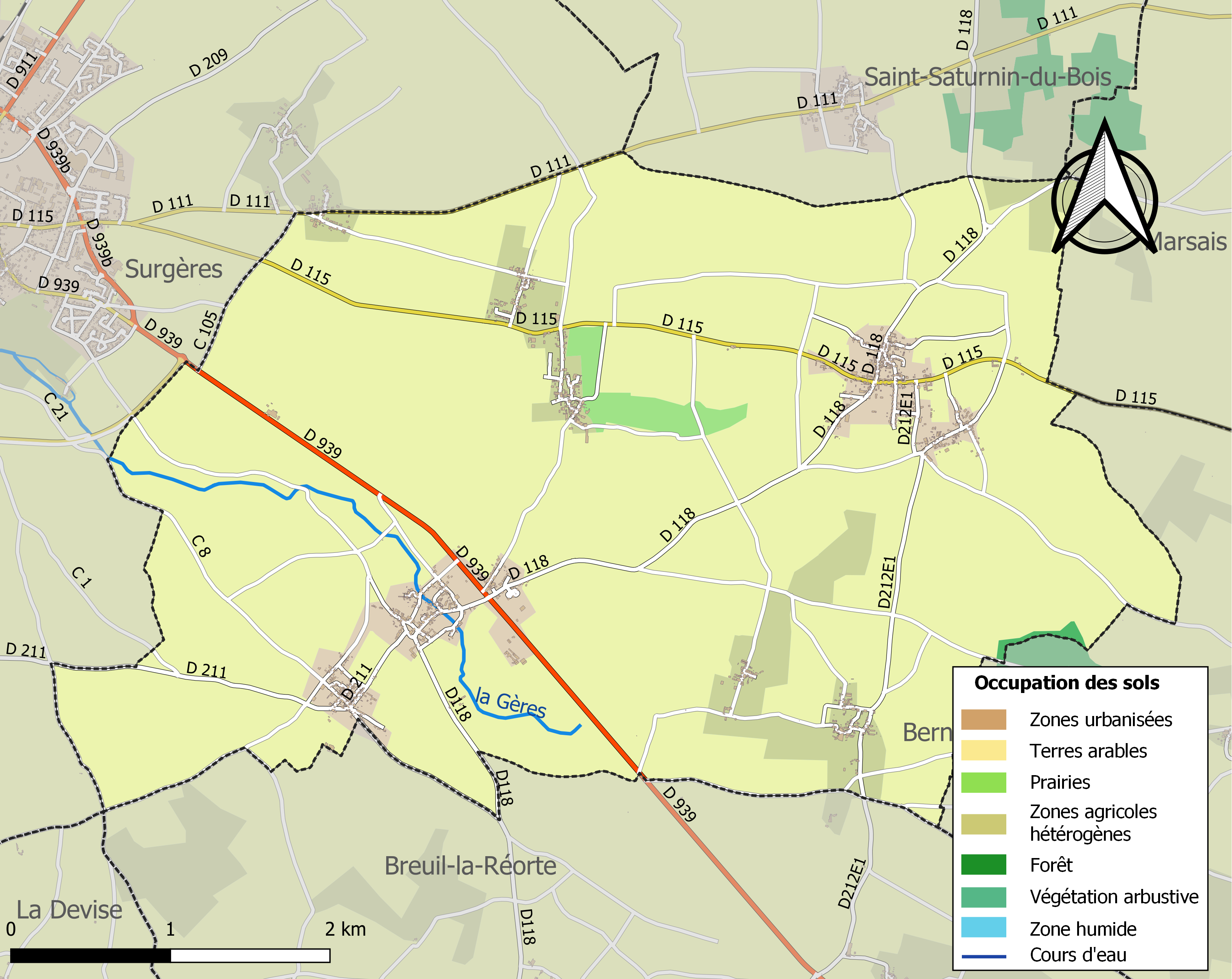
Carte des infrastructures et de l'occupation des sols de la commune en 2018 (CLC).

### Risques majeurs
Le territoire de la commune de Saint-Mard est vulnérable à différents aléas naturels : météorologiques (tempête, orage, neige, grand froid, canicule ou sécheresse), inondations et séisme (sismicité modérée). Il est également exposé à un risque technologique,  le transport de matières dangereuses. Un site publié par le BRGM permet d'évaluer simplement et rapidement les risques d'un bien localisé soit par son adresse soit par le numéro de sa parcelle.

#### Risques naturels
Certaines parties du territoire communal sont susceptibles d’être affectées par le risque d’inondation par débordement de cours d'eau, notamment la Gères. La commune a été reconnue en état de catastrophe naturelle au titre des dommages causés par les inondations et coulées de boue survenues en 1982, 1993, 1999, 2010 et 2013,.
Par ailleurs, afin de mieux appréhender le risque d’affaissement de terrain, l'inventaire national des cavités souterraines permet de localiser celles situées sur la commune.
Concernant les mouvements de terrains, la commune a été reconnue en état de catastrophe naturelle au titre des dommages causés par des mouvements de terrain en 1999 et 2010.

#### Risques technologiques
Le risque de transport de matières dangereuses sur la commune est lié à sa traversée par une ou des infrastructures routières ou ferroviaires importantes ou la présence d'une canalisation de transport d'hydrocarbures. Un accident se produisant sur de telles infrastructures est susceptible d’avoir des effets graves sur les biens, les personnes ou l'environnement, selon la nature du matériau transporté. Des dispositions d’urbanisme peuvent être préconisées en conséquence.

## Toponymie et Histoire
L’origine du nom de la commune vient de saint-Médard, évêque de Noyon qui a bénit le mariage de Radegonde avec Clotaire 1er roi des Francs au VIe siècle.
Le nom du bourg a subi des modifications au cours de l'histoire. Après 1680, on retrouve le village sous le nom de St-Marc. En 1787, Saint-Mard. Pendant la Révolution, la Convention bannissant les références au christianisme, les noms des saints ont été proscris et les noms des lieux modifiés. Ainsi, le commune devient Mard sur l’Isle, l’Isle étant le cours d’eau qui traverse le village.
Par ordonnance Royale du 11 novembre 1829, la commune de Charentenay est supprimée et rattachée à celle de Saint-Mard.

## Administration

### Liste des maires
| Période                                  | Période  | Identité                           | Étiquette | Qualité                     |
| ---------------------------------------- | -------- | ---------------------------------- | --------- | --------------------------- |
| 1791                                     | 1792     | MARQUET Joseph Antoine             |           |                             |
| 1792                                     | 1794     | BRIZARD François                   |           |                             |
| 1794                                     | 1795     | MARQUET Joseph Antoine             |           |                             |
| 1795                                     | 1800     | BRANGER Mathurin                   |           |                             |
| 1800                                     | 1802     | BRIZARD François                   |           |                             |
| 1802                                     | 1803     | ALLION Jean Jacques                |           |                             |
| 1803                                     | 1806     | LE BOUC Samuel                     |           |                             |
| 1806                                     | 1813     | MARCHAND Charles                   |           |                             |
| 1813                                     | 1816     | LE BOUC André Samuel               |           |                             |
| 1816                                     | 1829     | MICHEL Jacques                     |           |                             |
| 1829                                     | 1839     | DUMAS Pierre                       |           |                             |
| 1839                                     | 1844     | LÉVEQUE Paul François              |           |                             |
| 1844                                     | 1853     | NAVEAUD Jules                      |           |                             |
| 1853                                     | 1854     | PAILLÉ Guillaume                   |           |                             |
| 1854                                     | 1855     | BROUSSARD LAGARLIERE Jean Baptiste |           |                             |
| 1855                                     | 1857     | DEZIRÉ Pierre                      |           |                             |
| 1857                                     | 1859     | BROUSSARD LAGARLIERE Jean Baptiste |           |                             |
| 1859                                     | 1865     | MARCHAND Charles                   |           |                             |
| 1865                                     | 1875     | DURAND Jean                        |           |                             |
| 1875                                     | 1881     | DÉMONTÉ Victor                     |           |                             |
| 1881                                     | 1888     | MORISSET Casimir                   |           |                             |
| 1888                                     | 1892     | BONNOUVRIER Elie                   |           |                             |
| 1892                                     | 1900     | NAVEAUD Jules                      |           |                             |
| 1900                                     | 1914     | MORISSET Frédéric                  |           |                             |
| 1914                                     | 1919     | BOUCARD Pascal                     |           |                             |
| 1919                                     | 1921     | GIRAUDEAU Pierre                   |           |                             |
| 1921                                     | 1925     | SICOT Gaston                       |           |                             |
| 1925                                     | 1944     | MARTINEAU Edmé                     |           |                             |
| 1944                                     | 1945     | MANEAUD Charles                    |           |                             |
| 1945                                     | 1953     | SUIRE Valentin                     |           |                             |
| 1953                                     | 1989     | BONNOUVRIER Marc                   |           |                             |
| 1989                                     | 2001     | FOILLERET Gabriel                  |           |                             |
| 2001                                     | en cours | FILIPPI Patricia                   | DVD       | Retraitée de l'enseignement |
| Les données manquantes sont à compléter. |          |                                    |           |                             |

## Démographie

### Évolution démographique
L'évolution du nombre d'habitants est connue à travers les recensements de la population effectués dans la commune depuis 1793. Pour les communes de moins de 10 000 habitants, une enquête de recensement portant sur toute la population est réalisée tous les cinq ans, les populations de référence des années intermédiaires étant quant à elles estimées par interpolation ou extrapolation. Pour la commune, le premier recensement exhaustif entrant dans le cadre du nouveau dispositif a été réalisé en 2007.

En 2022, la commune comptait 1 244 habitants, en évolution de +3,32 % par rapport à 2016 (Charente-Maritime : +4,04 %, France hors Mayotte : +2,11 %).
| 1793 | 1800 | 1806 | 1821 | 1831  | 1836  | 1841  | 1846  | 1851  |
| ---- | ---- | ---- | ---- | ----- | ----- | ----- | ----- | ----- |
| 824  | 824  | 914  | 970  | 1 418 | 1 432 | 1 404 | 1 398 | 1 439 |

| 1856  | 1861  | 1866  | 1872  | 1876  | 1881  | 1886  | 1891  | 1896  |
| ----- | ----- | ----- | ----- | ----- | ----- | ----- | ----- | ----- |
| 1 466 | 1 602 | 1 492 | 1 537 | 1 609 | 1 563 | 1 276 | 1 214 | 1 181 |

| 1901  | 1906  | 1911  | 1921  | 1926  | 1931  | 1936 | 1946 | 1954 |
| ----- | ----- | ----- | ----- | ----- | ----- | ---- | ---- | ---- |
| 1 151 | 1 110 | 1 091 | 1 031 | 1 038 | 1 030 | 952  | 897  | 948  |

| 1962 | 1968 | 1975 | 1982 | 1990 | 1999 | 2006 | 2007 | 2012  |
| ---- | ---- | ---- | ---- | ---- | ---- | ---- | ---- | ----- |
| 948  | 948  | 914  | 935  | 865  | 868  | 962  | 975  | 1 148 |

| 2017  | 2022  | - | - | - | - | - | - | - |
| ----- | ----- | - | - | - | - | - | - | - |
| 1 198 | 1 244 | - | - | - | - | - | - | - |

## Lieux et monuments
L’église est dédiée à Saint-Médard, dont Mard est une déformation. Les vitraux situés dans le chœur de l’église de Saint-Mard représentent St-Médard et Ste-Radegonde Elle a conservé de l’époque romane sa façade, l’amorce des murs de la nef ainsi que son chœur. Le clocher-arcade roman à deux baies, abrite 2 cloches, la plus petite provient de l’église de Charentenay, elle date de 1641, elle a été classée en 2004. L’intérieur renferme un mobilier fourni provenant également de l’église Notre-Dame de Charentenay avec en particulier deux fresques représentant à droite, le baptême du Christ et à gauche, Saint-Michel terrassant le dragon. L’ambon a également été composé avec des sculptures provenant de Charentenay. La façade du XIIe siècle est percée d’un portail en plein cintre à trois voussures nues reposant sur un nombre deux fois supérieur de colonnettes. L'emploi d’un calcaire coquillé a pratiquement interdit toute sculpture. Deux faisceaux colonnettes enserrent cette façade, supportant une corniche aux modelons refaits
Une coopérative laitière est créée en 1889, elle obtient en 1896 une médaille de bronze «　beurres de Charente et de la Gironde　». Le bâtiment de la laiterie est construit le long de la Départementale 939 à proximité du futur emplacement de la station de chemin de fer au lieu-dit «Les Petites Caruelles». La laiterie fermera en 1977.
En 1896 la ligne de chemin de fer qui dessert Angoulême et Saint-Jean d’Angély passe par Saint-Mard. Une gare est construite. La ligne sera supprimée en 1950.